# Marnoz
Marnoz település Franciaországban, Jura megyében. Lakosainak száma 379 fő (2022. január 1.). Marnoz Pagnoz, Aiglepierre, La Chapelle-sur-Furieuse, Pretin és Salins-les-Bains községekkel határos.

## Népesség
A település népességének változása:
| Lakosok száma | 236  | 305  | 360  | 372  | 416  | 410  | 404  | 396  | 394  | 379  |
|               | 1968 | 1982 | 1990 | 2006 | 2013 | 2015 | 2017 | 2019 | 2020 | 2022 |